# Букарка плодовая
Бука́рка плодовая (лат. Neocoenorrhinus pauxillus) — жук семейства трубковёртов. Тело длиной 2—3 мм, зелёно-синее с металлическим отливом. Развивается на яблоне и груше, реже на сливе, вишне, черешне, айве и других растениях семейства Розовые, особенно сильно вредит в лесостепных районах.
Встречается в Европе, Северном Иране, на Кавказе, в средней и южной зонах России.
Жуки зимуют в верхнем слое почвы (10—15 см) около ствола дерева. В период набухания почек переходят на дерево, питаются, повреждая почки, бутоны и цветки. В конце цветения яблони самки откладывают в центральные листовые жилки одиночные яйца, всего до 100 штук, черешок листа подгрызают. Личинки выедают ходы в жилках и мины в мякоти листьев, вызывая при массовом размножении полное их опадание. Питание личинок продолжается и в опавших листьях. Затем они уходят в почву, где окукливаются. Молодые жуки на поверхность почвы не выходят, а остаются там зимовать. Развивается в одном поколении.
Для уничтожения куколок — перекапывание осенью (через две недели после листопада) почвы под деревьями, личинок — сбор и сжигание опавших листьев, жуков — обработка деревьев инсектицидами во время распускания почек.